# 奥尔西瓦勒附近圣博内
奥尔西瓦勒附近圣博内（法語：Saint-Bonnet-près-Orcival，法語發音：[sɛ̃ bɔnɛ pʁɛ ɔʁsival]）是法国多姆山省的一个市镇，位于该省西部，属于克莱蒙费朗区。

## 地理
奥尔西瓦勒附近圣博内（45°42'25"N, 2°51'35"E）面积14.99 平方千米，位于法国奥弗涅-罗讷-阿尔卑斯大区多姆山省，该省份为法国中南部省份，北起阿列省接壤，东临卢瓦尔省，南至上盧瓦爾省和康塔爾省，西接科雷兹省和克勒兹省。
与奥尔西瓦勒附近圣博内接壤的市镇（或旧市镇、城区）包括：欧里耶尔、内布扎、奥尔比、奥尔西瓦勒、罗什福尔蒙塔涅、圣皮埃尔罗什、韦尔尼讷。

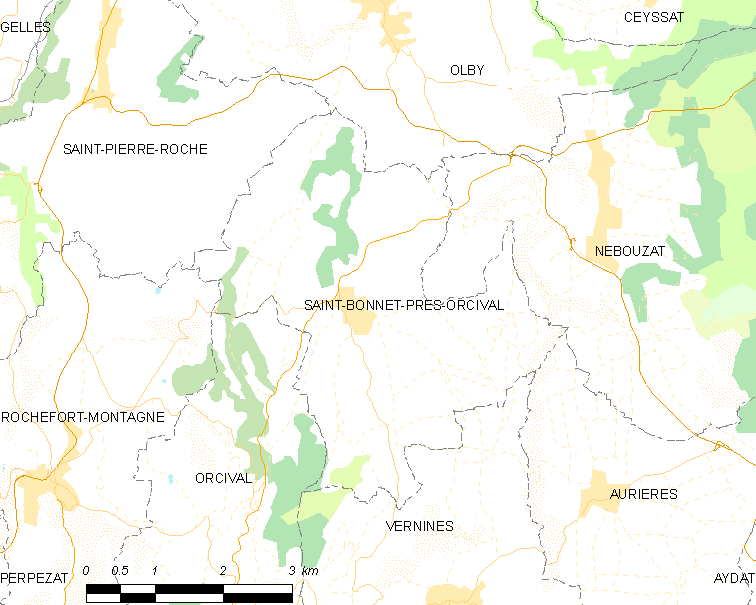
奥尔西瓦勒附近圣博内的OSM定位图

奥尔西瓦勒附近圣博内的时区为UTC+01:00、UTC+02:00（夏令时）。

## 行政
奥尔西瓦勒附近圣博内的邮政编码为63210，INSEE市镇编码为63326。

## 政治
奥尔西瓦勒附近圣博内所属的省级选区为奥尔西讷县。

## 人口

1962-2008年间奥尔西瓦勒附近圣博内人口变化图示

奥尔西瓦勒附近圣博内于2022年1月1日时的人口数量为566人。